# Nashik
Nashik (marathi नाशिक trl. Nāśik, hindi नासिक trl. Nāsik) – miasto w Indiach, w stanie Maharashtra, siedziba dystryktu Nashik, nad rzeką Godawari.
W 2005 r. miasto to na powierzchni 264,23 km² zamieszkiwało 1 364 000 osób.
W mieście rozwinęło się rzemiosło tkackie, a także przemysł jedwabniczy, bawełniany, cukrowniczy, olejarski, chemiczny, maszynowy, lotniczy oraz poligraficzny.
Nashik jest również ważnym centrum religijnym. Według Ramajany, Rama spędził tutaj 14 lat na wygnaniu.